# David Williams (rugby à XIII)
Pour les articles homonymes, voir Williams et David Williams.

a Compétitions nationales et continentales officielles uniquement.

b Matchs officiels uniquement.
David Williams, né le 4 août 1986 à Sydney (Australie), est un joueur de rugby à XIII australien évoluant au poste d'Ailier dans les années 2000 et 2010. Il fait ses débuts en « NRL » avec les Sea Eagles de Manly-Warringah lors de la saison 2008, club dans lequel il effectue toute sa carrière sportive. Il remporte avec Manly-Warringah deux titres de NRL en 2008 et 2011, ainsi que le World Club Challenge en 2009. Parallèlement, il connaît des sélections avec l'équipe d'Australie disputant la Coupe du monde 2008 durant laquelle il est finaliste. Il est banni de la NRL en 2014 en raison de paris sur des rencontres. De retour en 2015 sur les terrains, il met toutefois un terme à sa carrière cette même année.

## Palmarès
- Collectif :
  - Vainqueur de la World Club Challenge : 2009 (Manly-Warringah).
  - Vainqueur de la National Rugby League : 2008 et 2011 (Manly-Warringah).
  - Finaliste de la Coupe du monde : 2008 (Australie).
  - Finaliste de la National Rugby League : 2013 (Manly-Warringah).

- Individuel :
  - Meilleur marqueur d'essais en National Rugby League : 2013 (Manly-Warringah).

### En club

#### Statistiques
| Saison | Club                       | Compétition           | Matchs | Points | Essais | Goals | Drops |
| ------ | -------------------------- | --------------------- | ------ | ------ | ------ | ----- | ----- |
| 2008   | Manly-Warringah Sea Eagles | National Rugby League | 20     | 60     | 14     | 0     | 0     |
| 2009   | Manly-Warringah Sea Eagles | National Rugby League | 18     | 44     | 11     | 0     | 0     |
| 2010   | Manly-Warringah Sea Eagles | National Rugby League | 0      | 0      | 0      | 0     | 0     |
| 2011   | Manly-Warringah Sea Eagles | National Rugby League | 12     | 32     | 8      | 0     | 0     |
| 2012   | Manly-Warringah Sea Eagles | National Rugby League | 16     | 48     | 12     | 0     | 0     |
| 2013   | Manly-Warringah Sea Eagles | National Rugby League | 27     | 80     | 20     | 0     | 0     |
| 2014   | Manly-Warringah Sea Eagles | National Rugby League | 7      | 0      | 0      | 0     | 0     |
| 2015   | Manly-Warringah Sea Eagles | National Rugby League | 3      | 8      | 1      | 2     | 0     |
| Total  | Total                      | Total                 | 25     | 88     | 22     | 0     | 0     |